# Minivet de les Ryukyu
El minivet de les Ryukyu (Pericrocotus tegimae) és una espècie d'ocell de la família dels campefàgids (Campephagidae).

## Hàbitat i distribució
Habita la selva, bosc i vegetació secundària del sud del Japó al sud de Kyushu i les illes Ryukyu.